# Église Sainte-Catherine de Kourou
Pour les articles homonymes, voir Église Sainte-Catherine.
L'église Sainte-Catherine de Kourou est une église catholique située dans la commune de Kourou, en Guyane.

## Historique
L'église Sainte-Catherine compte plus de deux siècles et est classée parmi les premières constructions édifiées en Guyane. Elle est le seul vestige de l’époque de l’expédition de Kourou de 1763. La première église fut commencée en 1726, et achevée en 1728, sous l’appellation de l’Assomption de la Sainte Vierge. L'église actuelle fut construite de 1840 à 1842.